# Crescimento (biologia)
Todos os seres vivos aumentam de tamanho desde o seu nascimento até atingirem as dimensões máximas características de cada espécie, que dependem igualmente das condições ambientais. É a esse processo de aumento natural de tamanho que se chama crescimento individual.
Em ecologia chama-se crescimento populacional ao aumento do número de indivíduos de uma espécie que vivem em determinado ecótopo. Este processo é estudado pela dinâmica das populações. Além de todas as transformações do indivíduo durante  a sua vida.

## Crescimento individual
Qualquer célula viva aumenta de tamanho, por absorção e metabolização de nutrientes, desde o momento em que separa da sua célula-irmã até atingir um tamanho a partir do qual a célula, ou se divide para dar origem a duas células-filhas (ver ciclo celular), ou exerce a sua função específica (no caso de ser uma célula diferenciada) até ao momento da sua morte.
Os seres vivos multicelulares aumentam de tamanho por divisão celular nos seus tecidos e também por crescimento individual das suas células.
Aumento da massa corpórea, pela multiplicação celular (hiperplasia) e aumento do volume celular (hipertrofia), que pode ser identificada em unidade tais como g/dia, g/mês, kg/mês, kg/ano, cm/mês, cm/ano, isto é, aumento da "unidade de massa" em determinada "unidade de tempo".                                                                                                                
O crescimento infantil é normalmente medido por três parâmetros: altura; peso e perímetro cefálico. Todos este parâmetros encontram-se tabelados sendo definidos por curvas de probabilidade estatística chamadas percentis, correspondendo o percentil 50 ao crescimento normal. Para Portugal, a tabela de crescimento para meninas até aos 24 meses é a seguinte: .
Peso corporal médio das crianças, desde o nascimento até os 18 anos de idade 

## Crescimento das plantas
As "plantas" multicelulares, incluindo as plantas verdes, os fungos e as algas, têm a facilidade de aumentarem o volume do seu corpo ou "cormo" por simples divisão celular dos seus tecidos.

### Crescimento das plantas vasculares
As plantas vasculares - plantas verdes com órgãos diferenciados, que incluem as espermatófitas (as plantas que produzem sementes) e as pteridófitas - apresentam dois tipos de crescimento:
- Crescimento primário, baseado no meristema apical, que promove o crescimento linear do caule e da raiz, e na formação de gomos, que dão origem aos ramos e folhas; e
- Crescimento secundário, promovido pelo câmbio vascular, que dá origem à madeira, e pelo câmbio cortical, que dá origem ao córtex, ou seja, a "casca" das plantas lenhosas.